# Кохав-Яир-Цур-Игаль
Коха́в-Яи́р (ивр. כּוֹכַב יָאִיר‎, с 2003 года агломерация Кохав-Яир-Цур-Ига́ль) — местный совет в Центральном округе Израиля, основанный в 1986 году.

## История

### Кохав-Яир
Кохав-Яир получил официальный статус населённого пункта в 1986 году, но уже в 1981 году в этом месте во временных домах поселились 15 семей, а в 1983 году начались работы по подготовке инфраструктуры и коммуникаций.
В 1986 году в Кохав-Яире поселились 550 семей, представлявших собой первую волну новых жителей. Новый населённый пункт получил название Кохав-Яир в честь еврейского поэта и подпольщика Авраама Штерна (ивритское слово «Кохав», означающее «звезда», является прямым переводом фамилии Штерн).

### Цур-Игаль
Цур-Игаль был основан в 1991 году к югу от Кохав-Яира и получил название в честь депутата кнессета Игаля Коэна. Новый посёлок был основан в рамках проекта «Семь звёзд», направленного на более плотное заселение евреями районов, прилегающих к «Зелёной черте». Заселение Цур-Игаля началось в 1994 году.

### Объединённый город
Решение об объединении Кохав-Яира и Цур-Игаля было принято в 1998 году. В 2002 году это решение было утверждено МВД Израиля.

## География
Кохав-Яир расположен в семи километрах на северо-восток от Кфар-Савы. Вблизи от Кохав-Яира располагаются израильский арабский город Тира и Калькилия, один из крупнейших городов Западного берега Иордана, находящийся по другую сторону Зелёной черты. Расстояние от Кохав-Яира до Калькилии по прямой — около одного километра.
Город связывает с Кфар-Савой автобусное сообщение. Дети из Кохав-Яира после окончания девятого класса могут продолжать учёбу в старших классах школ Кфар-Савы, Раананы и Герцлии.
В городе преимущественно одноэтажная застройка. Рядом с Кохав-Яиром протекает река Александр и расположен лес Мицпе-Сапир. Неподалёку располагаются также такие археологические достопримечательности, как пещерные захоронения, самаритянская синагога и старинная мастерская по изготовлению оливкового масла.

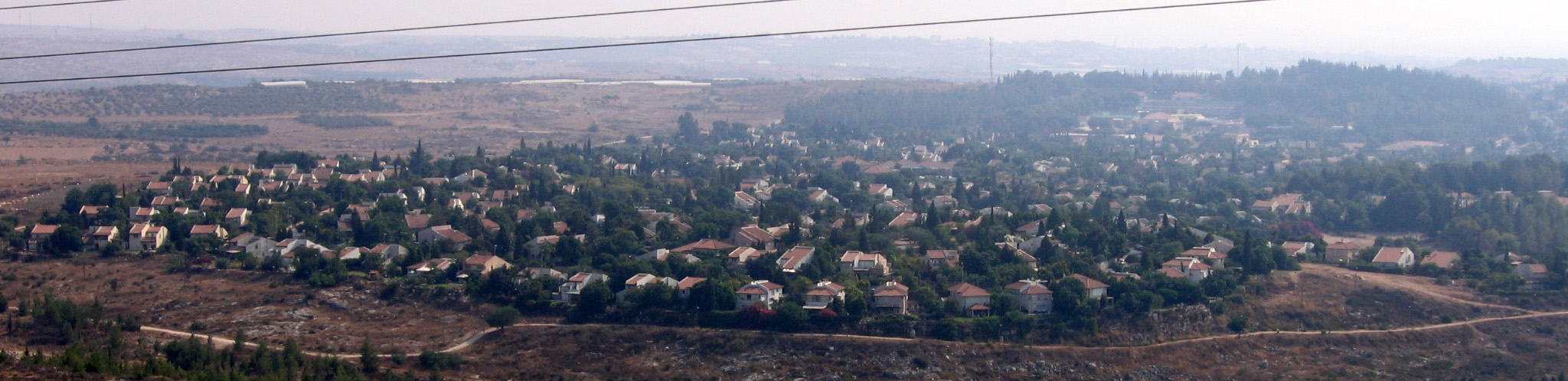
Панорама Кохав-Яира

## Население
По данным Центрального статистического бюро Израиля, население на начало 2020 года составляло 8 702 человека.
Население на 99 процентов — евреи. Около 30% населения составляют дети и подростки в возрасте до 18 лет, жителей пенсионного возраста (старше 65 лет) менее пяти процентов. Около 11 процентов населения — олим из разных стран, в том числе около 400 человек из бывшего СССР.

## Администрация
Официальный сайт сообщает, что в городе ведётся строительство новых жилых домов, в общей сложности планируется постройка жилья для 2500 семей.
Среди известных жителей Кохав-Яира — один из основателей посёлка и бывший глава парламентской фракции «Ликуда» Михаэль Эйтан, бывший премьер-министр Израиля Эхуд Барак, бывший начальник Генерального штаба АОИ Шауль Мофаз, бывший директор Моссада Дани Ятом, генерал-майор Узи Даян и член кнессета, член нескольких правительств Израиля Гидеон Эзра.
В городском совете 11 членов. На первых выборах в объединённый муниципалитет мэром стал Яаков Маман.